# Ernesto, Conde de Lipa-Biesterfeld
Ernesto, Conde de Lipa-Biesterfeld (9 de junho de 1842 - 26 de setembro de 1904) foi o chefe da linha Lipa-Biesterfeld da Casa de Lipa. De 1897 até sua morte, ele era o regente do Principado de Lipa.

## Início da vida
Ernesto nasceu em Oberkassel, o terceiro filho de Julius, Conde de Lipa-Biesterfeld (1812-1884) e Condessa Adelaide de Castell-Castell (1818-1900). Em 17 de maio de 1884, Ernesto sucedeu seu pai como a cabeça da linha da Casa de Lipa-Biesterfeld da Casa de Lipa.

## Casamento e filhos
Ernesto casou com a Condessa Caroline de Wartensleben em 16 de setembro de 1869 em Neuhof. Eles tiveram seis filhos. 
- Condessa Adelaide (22 de junho de 1870 - 3 de setembro de 1948) casou com o príncipe Frederico João de Saxe-Meiningen, com descendência.
- Leopoldo IV, Príncipe de Lipa (30 de maio de 1871 - 30 de dezembro de 1949) casou em primeiro lugar com a princesa Bertha de Hesse-Philippsthal-Barchfeldm, com descendência; casou em segundo lugar com a princesa Ana de Isemburgo e Budinga, com descendência,
- Príncipe Bernardo de Lipa (26 de agosto de 1872 - 19 de junho de 1934) casou com a baronesa Armgard von Cramm, com descendência; incluindo o príncipe Bernardo de Lipa-Biesterfeld, marido da rainha Juliana dos Países Baixos.
- Príncipe Júlio (2 de setembro de 1873 - 15 de setembro de 1952) casou-se com a duquesa Maria de Mecklemburgo-Strelitz
- Princesa Karola (2 de setembro de 1873 - 23 de abril de 1958)
- Princesa Matilda (27 de março de 1875 - 12 de fevereiro de 1907)

Na disputa da sucessão Lipa (1904-1905), foi alegado na parte da Eschaumburgo-Lipa que a condessa Carolina de Wartensleben (que pertencia a uma família de contagens cujo posto de contagem foi a partir do século 18, e que eram originalmente de menor nobreza) não era nobre o suficiente para ser legitimamente uma esposa dinástica do Conde Ernesto - que teria feito seus filhos inelegível para ter sucesso. No entanto, o governante da região em 1905 decidiu que seu nascimento foi alto o suficiente e seus filhos com Ernesto eram dinastas.